# زنگ پای خر
زنگ پای خر (نام علمی: Puccinia poarum) نام یک گونه از سرده زنگ‌گندمی‌ها است.